# Берггрен, Никлас
Ян Ни́клас Бе́рггрен (швед. Jan Niklas Berggren; род. 25 января 1966) — шведский кёрлингист и тренер по кёрлингу.
Играл в основном на позиции первого.

## Команды
| Сезон   | Четвёртый   | Третий           | Второй            | Первый                        | Запасной                               | Турниры            |
| ------- | ----------- | ---------------- | ----------------- | ----------------------------- | -------------------------------------- | ------------------ |
| 1998—99 | Пер Карлсен | Микаэль Норберг  | Томми Олин        | Никлас Берггрен Ян Страндлунд | тренер: Стефан Ларссон                 | ЧМ 1999 (9 место)  |
| 2001—02 | Пер Карлсен | Микаэль Норберг  | Томми Олин        | Никлас Берггрен               | Томас Норгрен тренер: Олле Хоканссон   | ЧМ 2002 (8 место)  |
| 2002—03 | Пер Карлсен | Микаэль Норберг  | Рикард Хальстрём  | Фредрик Хальстрём             | Никлас Берггрен тренер: Олле Хоканссон | ЧМ 2003 (5 место)  |
| 2008—09 | Пер Карлсен | Микаэль Норберг  | Томми Олин        | Никлас Берггрен               |                                        |                    |
| 2009—10 | Пер Карлсен | Нильс Карлсен    | Эрик Карлсен      | Никлас Берггрен               | Микаэль Норберг тренер: Томми Олин     | ЧМ 2010 (8 место)  |
| 2017—18 | Пер Карлсен | Дан-Ола Эрикссон | Фредрик Хальстрём | Никлас Берггрен               | Томми Олин                             | ЧШВ 2018 (4 место) |

(скипы выделены полужирным шрифтом)

## Результаты как тренера национальных сборных
| Год  | Турнир                                          | Сборная                | Место |
| ---- | ----------------------------------------------- | ---------------------- | ----- |
| 2019 | Чемпионат мира по кёрлингу среди ветеранов 2019 | Швеция (ветераны муж.) | 5     |
| 2025 | Чемпионат мира по кёрлингу среди ветеранов 2025 | Швеция (ветераны муж.) | 9     |

## Частная жизнь
Из семьи кёрлингистов: его отец — кёрлингист Том Берггрен, чемпион Швеции и вице-чемпион мира среди мужчин 1974.